# Вейо (Юта)
Вейо (англ. Veyo) — переписна місцевість (CDP) в США, в окрузі Вашингтон штату Юта. Населення — 586 осіб (2020).

## Географія
Вейо розташоване за координатами 37°20′15″ пн. ш. 113°41′35″ зх. д. / 37.33750° пн. ш. 113.69306° зх. д. (37.337512, -113.693023).  За даними Бюро перепису населення США в 2010 році переписна місцевість мала площу 5,36 км², уся площа — суходіл.

## Демографія
Згідно з переписом 2010 року, у переписній місцевості мешкали 483 особи в 163 домогосподарствах у складі 124 родин. Густота населення становила 90 осіб/км².  Було 193 помешкання (36/км²).
Расовий склад населення:
| - 94,6 % — білих - 0,8 % — корінних американців - 0,4 % — азіатів - 0,2 % — вихідців з тихоокеанських островів - 2,3 % — осіб інших рас |

До двох чи більше рас належало 1,7 %. Частка іспаномовних становила 5,2 % від усіх жителів.
За віковим діапазоном населення розподілялося таким чином: 28,0 % — особи молодші 18 років, 55,9 % — особи у віці 18—64 років, 16,1 % — особи у віці 65 років та старші. Медіана віку мешканця становила 39,9 року. На 100 осіб жіночої статі у переписній місцевості припадало 102,9 чоловіків;  на 100 жінок у віці від 18 років та старших — 97,7 чоловіків також старших 18 років.
Середній дохід на одне домашнє господарство  становив 53 555 доларів США (медіана — 53 450), а середній дохід на одну сім'ю — 58 563 долари (медіана — 65 909). За межею бідності перебувало 19,9 % осіб, у тому числі 22,1 % дітей у віці до 18 років та 31,9 % осіб у віці 65 років та старших.
Цивільне працевлаштоване населення становило 235 осіб. Основні галузі зайнятості: роздрібна торгівля — 32,3 %, науковці, спеціалісти, менеджери — 24,3 %, освіта, охорона здоров'я та соціальна допомога — 15,7 %, оптова торгівля — 13,6 %.